# Prosa poética
La prosa poética corresponde al segundo tipo de obras líricas que existen. En ella se pueden encontrar los mismos elementos que en el poema: hablante lírico, actitud lírica, objeto y tema, pero sin los elementos formales (métrica, rima) que caracterizan el verso.

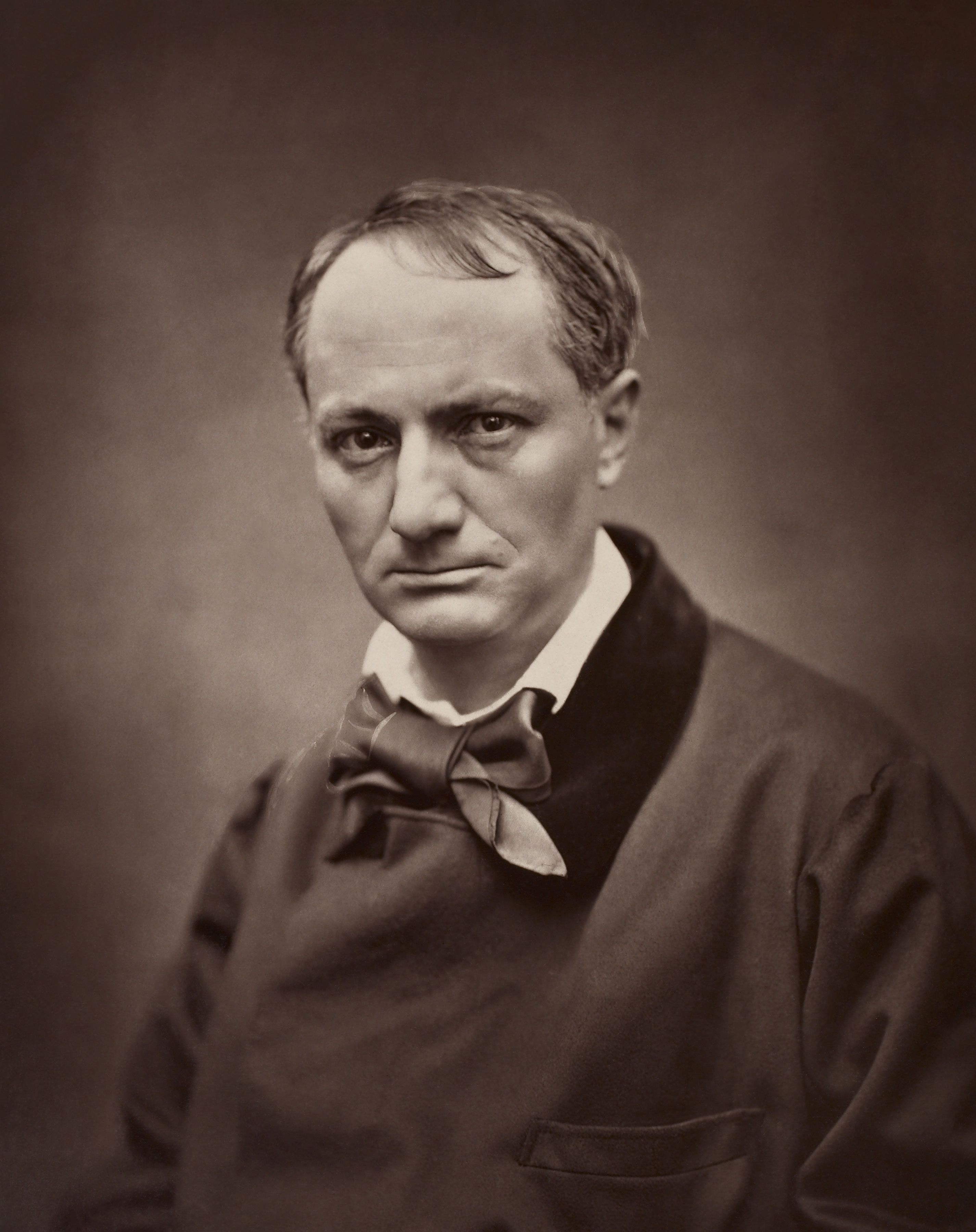
Charles Baudelaire.

Se distingue del poema por estar escrita en prosa y del cuento o del relato, porque su finalidad no es específicamente narrar hechos sino transmitir sentimientos, sensaciones e impresiones.
Su iniciador fue el francés Aloysius Bertrand, que en su libro Gaspard de la nuit introdujo los primeros poemas en prosa a la literatura. Sin embargo, el estilo de Bertrand no obtuvo acogida por parte de los poetas románticos, por lo que pasó desapercibido. Fue el poeta Charles Baudelaire, con su libro El Spleen de París, quien revivió la idea de Bertrand y le dio fama a este tipo de poesía, influyendo luego grandemente a varios poetas simbolistas, entre ellos a Arthur Rimbaud, particularmente en el libro Iluminaciones.
Muchos microrrelatos están potenciados por su carga poética y, en muchos casos, la frontera con la poesía en prosa es difícil de determinar. Es el caso de muchos textos de Julio Cortázar (p/ej. en Historias de cronopios y de famas),  Antonin Artaud, Oliverio Girondo, Giannina Braschi y Rafael Chaparro Madiedo donde el valor poético de las obras predomina sobre la intención de contar el poema.